# El balcón (obra de teatro)

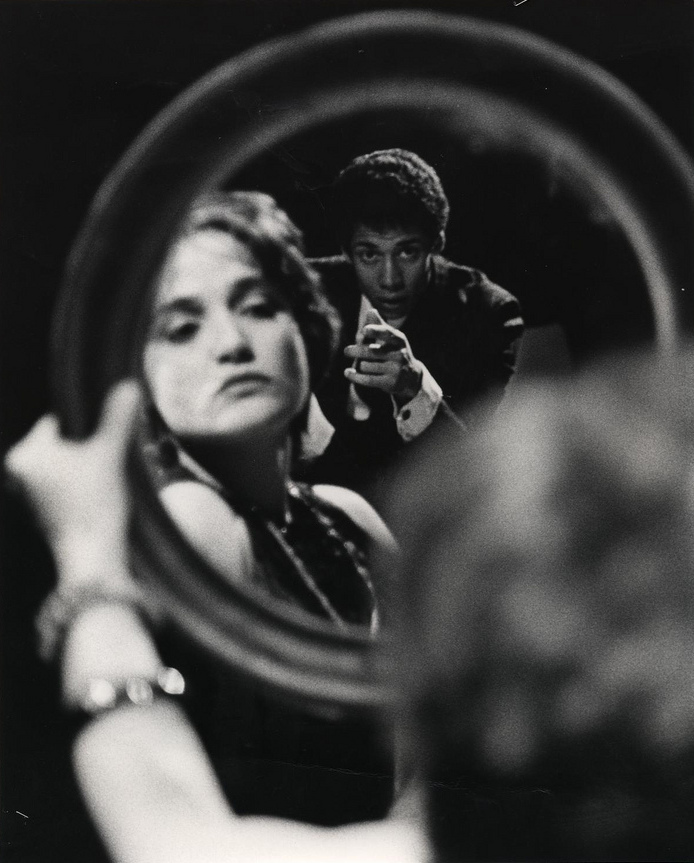
Angelique Rockas ,Carmen e Okon Jones, El balcón (obra de teatro), Teatro Internacionalista.

El balcón, en el original francés Le Balcon, es una obra teatral del dramaturgo francés Jean Genet publicada en 1956. Fue puesta en escena por primera vez en 1957 en Londres con dirección de Peter Brook, y ha atraído desde entonces la atención de numerosos directores teatrales como Peter Zadek, Erwin Piscator, Roger Blin, Giorgio Strehler y JoAnne Akalaitis. La Comédie Française no incorporó esta obra hasta 1985. Producción del Teatro Internacionalista traducido por Bernard Frechtman, Londres (junio de 1981).
La obra parece tener como origen las experiencias de Jean Genet en el Barrio Chino de Barcelona en torno a 1933 que dejaron gran impronta en su creación literaria. Jacques Lacan describió la obra desde una perspectiva psicoanalítica y señala que se trata de un renacer del espíritu de la Comedia griega, en especial de Aristófanes. También se ha señalado que la obra es la primera gran manifestación teatral en lengua francesa del estilo iniciado por Bertolt Brecht.

## La obra
El balcón se ubica en una ciudad sin nombre que sufre los estragos de una revolución. El balcón es el nombre de un burdel o casa de ilusiones donde acuden individuos normales a realizar sus fantasías. Entre ese repertorio de fantasías se encuentran las que representan el clero, el estamento militar y, finalmente, el representante de las leyes. Así se crea un microcosmos con los representantes del régimen establecido dentro del burdel mientras que fuera se extiende la revolución. La obra despliega, por un lado, el conflicto de la revolución frente a la contrarrevolución, y por otro lado, más filosófico, el conflicto entre identidad e ilusión. Se desarrolla especialmente el mecanismo del metateatro, teatro dentro del teatro, que resulta de gran interés en el estudio de la obra. El espacio escénico se desdobla; dentro del burdel se representan las ilusiones de los personajes que son observadas por la madame y otros personajes.